# Medalla Penrose
La medalla de Penrose va ser creada el 1927 per Richard Alexander Fullerton Penrose Jr (1863-1931) com un premi concedit anualment per la Societat Geològica d'Amèrica a aquells que produeixen alguna cosa rellevant per avançar en l'estudi de les geociències.

## Premiats[1]
- 1927 -	Thomas Chrowder Chamberlin
- 1928 -	Jakob Sederholm
- 1929 -	No concedida
- 1930 -	Antoine Lacroix
- 1931 -	William Morris Davis
- 1932 -	Edward Oscar Ulrich
- 1933 -	Waldemar Lindgren
- 1934 -	Charles Schuchert
- 1935 -	Reginald Aldworth Daly
- 1936 -	Arthur Philemon Coleman
- 1937 -	No concedida
- 1938 -	Andrew Lawson
- 1939 -	William Berryman Scott
- 1940 -	Nelson Horatio Darton
- 1941 -	Norman Levi Bowen
- 1942 -	Charles Kenneth Leith
- 1943 -	No concedida
- 1944 -	Bailey Willis
- 1945 -	Felix Andries Vening Meinesz
- 1946 -	Thomas Wayland Vaughan
- 1947 -	Arthur Louis Day
- 1948 -	Hans Cloos
- 1949 - Wendell Phillips Woodring
- 1950 - Morley Evans Wilson
- 1951 - Pentti Eelis Eskola
- 1952 - George Gaylord Simpson
- 1953 - Esper Signius Larsen
- 1954 - Arthur Francis Buddington
- 1955 - Maurice Gignoux
- 1956 - Arthur Holmes
- 1957 - Bruno Sander
- 1958 - James Gilluly
- 1959 - Adolph Knopf
- 1960 - Walter Hermann Bucher
- 1961 - Philip Henry Kuenen
- 1962 - Alfred Sherwood Romer
- 1963 - William Walden Rubey
- 1964 - Donnel Foster Hewett
- 1965 - Philip Burke King
- 1966 - Harry Hess
- 1967 - Herbert Harold Read
- 1968 - John Tuzo Wilson
- 1969 - Francis Birch
- 1970 - Ralph Alger Bagnold
- 1971 - Marshall Kay
- 1972 - Wilmot H. Bradley
- 1973 - Marion King Hubbert
- 1974 - William Maurice Ewing
- 1975 - Francis J. Pettijohn
- 1976 - Preston Cloud
- 1977 - Robert P. Sharp
- 1978 - Robert Minard Garrels
- 1979 - J Harlen Bretz
- 1980 - Hollis Dow Hedberg
- 1981 - John Rodgers
- 1982 - Aaron C. Waters
- 1983 - G. Arthur Cooper
- 1984 - Donald E. White
- 1985 - Rudolf Trümpy
- 1986 - Laurence L. Sloss
- 1987 - Marland Pratt Billings
- 1988 - Robert S. Dietz
- 1989 - Warren Bell Hamilton
- 1990 - Norman D. Newell
- 1991 - William R. Dickinson
- 1992 - John Frederick Dewey
- 1993 - Alfred G. Fischer
- 1994 - Luna Leopold
- 1995 - John C. Crowell
- 1996 - John R. L. Allen
- 1997 - John D. Bredehoeft
- 1998 - Jack E. Oliver
- 1999 - M. Gordon Wolman
- 2000 -	Robert L. Folk
- 2001 -	Kenneth Jinghwa Hsu
- 2002 -	Walter Alvarez
- 2003 -	Peter R. Vail
- 2004 -	W. Gary Ernst
- 2005 -	Minze Stuiver
- 2006 -	Steve Kesler
- 2007 -	Kevin C. A. Burke
- 2008 - George A. Thompson
- 2009 - B. Clark Burchfiel
- 2010 - Eric J. Essene
- 2011 - Paul Felix Hoffman
- 2012 - Raymond Alexander Price
- 2013 - Steven Mitchell Stanley
- 2014 - Susan Kieffer
- 2015 - James Head
- 2016 - John Andrews
- 2017 - George Plafker
- 2018 - Kent C. Condie